# Slovak International 1995
Die Slovak International 1995 im Badminton fanden vom 6. bis zum 8. Oktober 1995 in Žilina statt.

## Sieger und Platzierte
| Disziplin    | Gold                                     | Silber                            | Bronze                          |
| ------------ | ---------------------------------------- | --------------------------------- | ------------------------------- |
| Herreneinzel | Vladislav Druzchenko                     | Valeriy Strelcov                  | Konstantin Tatranov             |
| Herreneinzel | Vladislav Druzchenko                     | Valeriy Strelcov                  | Ernesto García                  |
| Dameneinzel  | Elena Nozdran                            | Natalja Esipenko                  | Maja Pohar                      |
| Dameneinzel  | Elena Nozdran                            | Natalja Esipenko                  | Markéta Koudelková              |
| Herrendoppel | Valeriy Strelcov Konstantin Tatranov     | Ernesto García Arturo Ruiz López  | Aleš Babnik Mišo Mattias        |
| Herrendoppel | Valeriy Strelcov Konstantin Tatranov     | Ernesto García Arturo Ruiz López  | Martin Osička Jan Vondra        |
| Damendoppel  | Elena Nozdran Viktoria Evtushenko        | Ludmila Okuneva Olesia Sholar     | Dolores Marco Esther Sanz       |
| Damendoppel  | Elena Nozdran Viktoria Evtushenko        | Ludmila Okuneva Olesia Sholar     | Urša Jovan Maja Pohar           |
| Mixed        | Vladislav Druzchenko Viktoria Evtushenko | Valeriy Strelcov Natalja Esipenko | Arturo Ruiz López Dolores Marco |
| Mixed        | Vladislav Druzchenko Viktoria Evtushenko | Valeriy Strelcov Natalja Esipenko | Igor Dmitriev Ludmila Okuneva   |

## Finalergebnisse
| Disziplin    | Sieger                                   | Finalist                          | Ergebnis     |
| ------------ | ---------------------------------------- | --------------------------------- | ------------ |
| Herreneinzel | Vladislav Druzchenko                     | Valeriy Strelcov                  | 15–4, 15–3   |
| Dameneinzel  | Elena Nozdran                            | Natalja Esipenko                  | 11–4, 11–2   |
| Herrendoppel | Valeriy Strelcov Konstantin Tatranov     | Ernesto García Arturo Ruiz López  | 18–16, 15–10 |
| Damendoppel  | Elena Nozdran Viktoria Evtushenko        | Ludmila Okuneva Olesia Sholar     | 15–2, 17–15  |
| Mixed        | Vladislav Druzchenko Viktoria Evtushenko | Valeriy Strelcov Natalja Esipenko | 17–15, 15–5  |